# Нижние Кузлы
Нижние Кузлы — село в Пономарёвском районе Оренбургской области, административный центр Нижнекузлинского сельсовета.

## География
Находится на расстоянии примерно 26 километров по прямой на восток-юго-восток от районного центра села Пономарёвка.
Недалеко граница с Башкирией

## История
Основано в 1833 году переселенцами из села Иртузино Пензенской губернии. В советское время работали колхозы «Луна», «Путь к коммунизму» и «Искра».

## Объекты социальной сферы
Школа, магазин, почта, фельдшеро-акушерский пункт, сельский совет, библиотека-филиал, дом культуры.

## Население
Постоянное население составляло 378 человек в 2002 году (мордва 92 %), 293 в 2010 году.